# Davallament de la creu

El davallament de la Creu (Van der Weyden) (1435-1438)

El Davallament de la creu és l'episodi de la Passió de Jesús posterior a la seva crucifixió i mort i anterior a l'enterrament. Aquest és un episodi amb moltes representacions artístiques al llarg del temps.

## Narració dels evangelis canònics
A l'Evangeli segons Marc l'episodi té lloc la nit del dia de la preparació ("Parasceve", la vigília del dia de repòs), Josep d'Arimatea, de qui es diu que va ser un membre influent del sanedrí i que estava esperant el regne de Déu; va anar a Pilat a demanar-li el cos de Jesús, i Pilat, sorprès que Jesús ja fos mort, va demanar confirmació de la mort a un centurió i tant sol a continuació va donar el cos a Josep. Aquest, després d'haver comprat un llençol, va davallar el cos de la creu i el va embolicar al sudari, i després el va posar en un sepulcre tallat a la roca que el va tancar amb una pedra rodant. Maria Magdalena i Maria "de Josep" es varen acostar per observar on havia estat enterrat el cos.［Marc 15,42-47］
A l'Evangeli segons Mateu, la nit després de la crucifixió de Jesús, el ric Josep d'Arimatea, que s'havia convertit en deixeble de Jesús, li van demanar a Pilat el cos, qui li va donar. Josep va posar el cos en un llençol blanc, el va posar al seu sepulcre nou que havia llaurat a la roca i el va tancar fent rodar una gran pedra al davant de la porta, i se'n va anar. Varen assistir a la deposició Maria Magdalena i "l'altra Maria. ".［Mateu 27,57-61］
L'Evangeli segons Lluc presenta Josep d'Arimatea com un membre del Sanedrí, i com a persona bona i justa que "esperava el regne de Déu "; afirma aquest evangeli que Josep no havia compartit la decisió dels seus col·legues. Josep va davallar el cos de Jesús des de la creu, l'embolcallà amb un llençol i el posà en un sepulcre excavat a la roca "on no s'havia enterrat mai ningú; l'evangelista especifica en aquest punt que era el dia de la Preparació de la festa jueva o Parasceve, és a dir divendres i ja brillaven les llums del dissabte. Els personatges presents a la deposició del cos eren «dones que havien vingut amb Jesús des de Galilea», i que van tornar a preparar perfums i ungüents per al cos de Jesús, respectant el repòs del sàbat.［Lluc 23,50-56］
A l'Evangeli de Joan es diu que Josep d'Arimatea era un deixeble de Jesús però aquest fet es va mantenir ocult per por dels jueus. Josep va demanar el cos de Jesús a Pilat, que va concedir el seu desig. Josep va ser a la Creu amb Nicodem, portant mirra i àloe; va baixar el cos de la creu i el van embolicar amb benes i olis aromàtics. Al lloc de l'execució hi havia un jardí amb una tomba a l'interior mai utilitzada que estava a prop; van posar a Jesús quan era el dia de la Preparació.［Joan 19,38-42］

## El davallament a l'art
L'esdeveniment és un tema clàssic de l'art cristià on es representa Jesús baixat de la creu (davallament de la creu). Tot i que la descripció directa dels Evangelis no ho especifiquen, els artistes han interpretat l'escena amb els personatges i el seu sentiment propi d'un moment tan especial. Així, s'han creat escenes com la Lamentació sobre Crist mort, que va formar part de la iconografia entre el segle xiv i el barroc i que han esdevingut part de la seqüència tot i no formar part formal de les estacions del Via Crucis. Una d'aquestes imatges és la Pietà, una escena creada per l'art cristià on el personatge de la Mare de Déu, en solitari, sosté el cos del seu fill mentre plora la seva mort. Aquesta versió específica de les lamentacions, va tenir un gran desenvolupament durant el renaixement.
El tema del davallament de la creu té una presència especialment significativa en l'art romànic català, on es troben diversos grups escultòrics representant-lo com ara el Davallament d'Erill la Vall o el Davallament de Sant Joan de les Abadesses. Aquests grups escultòrics devien ocupar un lloc preferent dins l'església. En aquest sentit, la possibilitat més acceptada és aquella que el situa damunt d'una biga, sota l'entrada de l'absis i, per tant, pràcticament damunt l'altar. Una de les diferències més significatives entre els grups catalans, especialment els d'Erill i de Sant Joan de les Abadesses (considerant els dos que conserven la totalitat de les figures), i la resta és la presència dels dos lladres, Gestes i Dimes. És interessant comprovar, en aquest sentit, com ambdós personatges no apareixen en altres grups de la mateixa tipologia, i ni tan sols en representacions del tema del davallament de la creu en altres suports a Catalunya. A més no es pot oblidar la possible relació amb el teatre litúrgic. A Itàlia es conserven sencers dos grups, el de la catedral de Sant Llorenç a Volterra i el de la catedral de Tívoli. Aquestes escultures pertanyen a un moment de gran floriment de la imatgeria que es va donar a Catalunya durant el segle xii i en són un dels conjunts escultòrics romànics més singulars i excel·lents. Més de la meitat d'aquestes obres es van executar a les zones pirinenques repartides entre els comtats de Pallars, Ribagorça i d'Urgell i moltes es deuen al patronatge i supervisió de la baronia d'Erill en els temps de sant Ramon, bisbe de Roda (1104-1126)
- Davallament de l'escola antelamiana a la catedral de Tívoli (segle xiii)
- Davallament a Les molt riques hores del Duc de Berry (segle xv)
- Davallament de Fra Angelico (1432-1434)
- Bronzino 1540 - 1545
- Miquel Àngel 1550
- Caravaggio 1602-1604
- Rembrandt 1633
- Davallament de Delacroix 1859

- Pietat de Miquel Àngel, 1498/9–1500
- Juan de Juni